# وه‌اردشیر (کرمان، شهر باستانی)
وَه‌اردشیر  یکی از شهرهایی است که توسط اردشیر بابکان در کرمان بنا گردیده‌است. این شهر را به عربی  بردسیر گفتند.
اردشیر شهر دیگری نیز بنام وَه‌اردشیر یا به‌اردشیر بر روی خرابه‌های سلوکیه قدیم در تیسفون بنا نمود و آنجا را پایتخت دولت ساسانی قرار داد. این شهر یکی از شهرهای هفتگانهٔ مدائن و بر مغرب دجله واقع بود. به عربی این شهر را بهرسیر خوانند. نویسندهٔ کتاب تاریخ جهانگشای جوینی از بردسیر به نام «بردشیر» یاد کرده‌است و می‌گوید «شهری است به کرمان، عربی شدهٔ «به‌اردشیر» است و همان جواشیر است و مردم کرمان آن را گواشیر گویند.» 